# Chase Tower (Chicago)
Chase Tower – wieżowiec w Chicago, w stanie Illinois, w Stanach Zjednoczonych, o wysokości 259 m. Budynek został otwarty w 1969, posiada 60 kondygnacji.